# Efésios 3
Efésios 3 é o terceiro capítulo da Epístola aos Efésios, de autoria do Apóstolo Paulo, no Novo Testamento da Bíblia.

## Estrutura
A Tradução Brasileira da Bíblia organiza este capítulo da seguinte maneira:
- Efésios 3:1-13 - O ministério da vocação dos gentios e o apostolado de Paulo
- Efésios 3:14-19 - A oração de Paulo pelos efésios
- Efésios 3:20-21 - Louvor a Deus mediante Cristo